# Marin-Epagnier

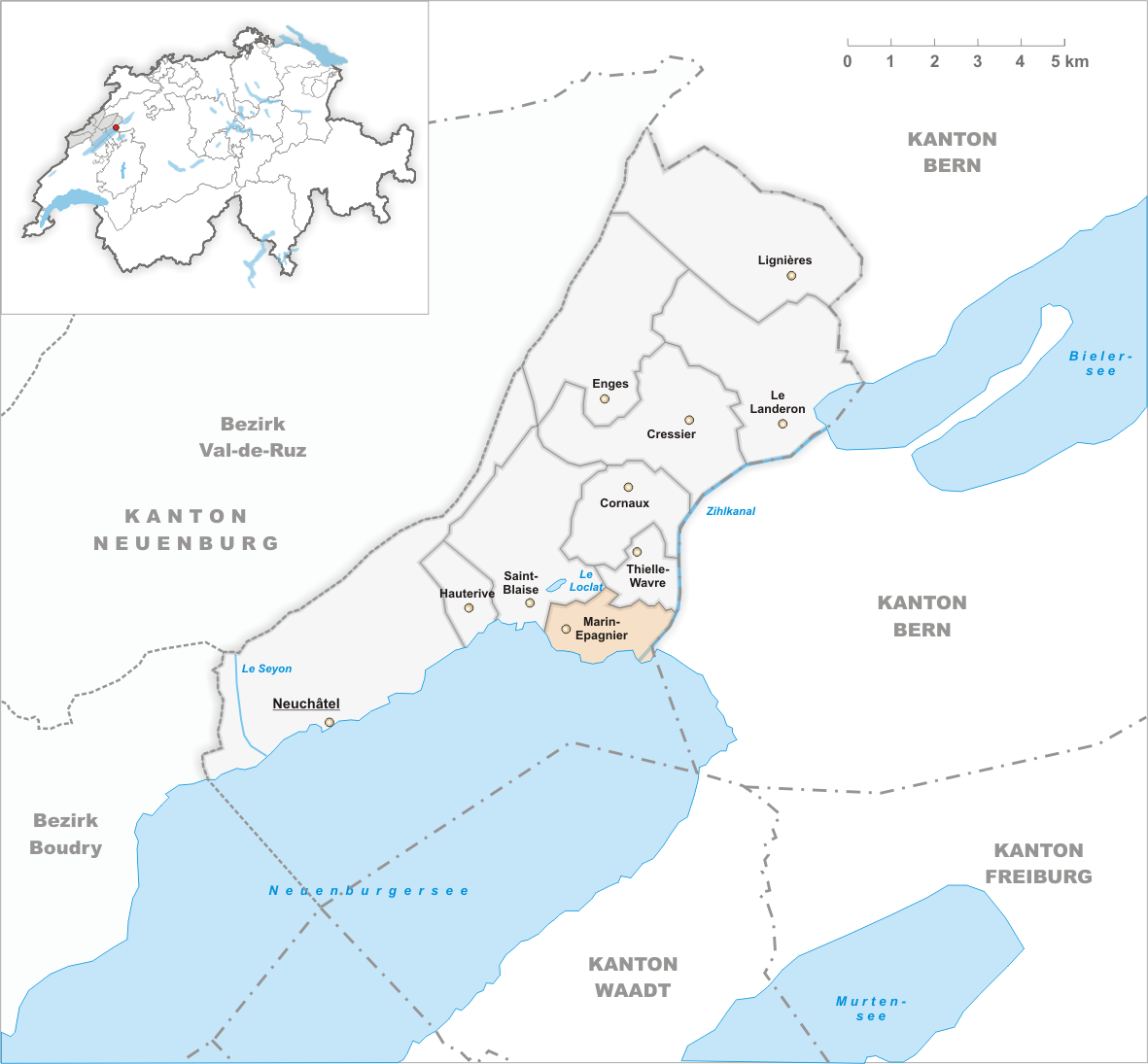
Gemeindestand vor der Fusion am 1. Januar 2009

Marin-Epagnier ist eine Ortschaft der Gemeinde Laténa und ehemalige Gemeinde, die per 1. Januar 2009 mit der Gemeinde Thielle-Wavre zur ehemaligen Gemeinde La Tène im Kanton Neuenburg in der Schweiz fusionierte.
Die ehemalige Gemeinde besteht aus den Ortschaften Marin und Epagnier. Diese Ortschaften liegen am nordöstlichen Ende des Neuenburgersees auf einer Höhe von 455 m ü. M. Die Gemeinde befindet sich an der Grenze zwischen den deutschsprachigen und den französischsprachigen Regionen der Schweiz. Deswegen haben sich zahlreiche Unternehmungen und Werkstätten für Präzisionsarbeit, wie für die Mikromechanik, die Elektronik oder die Uhrenherstellung dort niedergelassen. Man findet in Marin-Epagnier auch einige angesehene Uhrenfirmen, wie Waltham International. Eine Vielzahl von grossen Einkaufszentren ermöglicht der umliegenden Gegend, sich mit Bedarfsgütern zu versorgen.
Marin-Epagnier entstand 1888 aus der Fusion der Gemeinden Marin und Epagnier.

## Urgeschichte
Die Gebiete am Neuenburgersee und entlang des heutigen Zihlkanals waren schon lange vor den ersten historischen Erwähnungen bewohnt, wie zahlreiche archäologische Funde aus der Stein- und Bronzezeit belegen. Am bekanntesten ist der Fundeplatz La Tène, der auf dem ehemaligen Gemeindeboden liegt.
Zwischen und unter zwei eingestürzten Brücken wurden in den Jahren 1857 und 1918 mehr als 2500 keltische Fundgegenstände geborgen. Auf dem Internationalen Kongress für Anthropologie und prähistorische Archäologie in Stockholm wurde 1872 für diesen Komplex die Bezeichnung Latènezeit geprägt. Seither lautet der in der Fachwelt gebräuchliche Name für die keltische Kultur der Jüngeren Eisenzeit von Irland bis Rumänien Latènekultur.

## Geschichte
Erstmals erwähnt wurde Marin (vom altfranzösischen Marens, Marschland bzw. lateinischen Marianus) in einem Dokument von 1163, in dem der Ritter Pierre d'Epagnier der Abtei von Hauterive im Kanton Freiburg sein alleu de Marens schenkte.
Im Jahr 1625 beabsichtigte der Graf von Neuenburg, Herzog Henri II. d’Orleans, auf dem früheren Gemeindegebiet von Marin-Epagnier die Stadt Henripolis zu gründen. Die neue Handelsstadt, die direkt an der damals geplanten Schiffsverbindung vom Rhein über die Aare und den Canal d’Entreroches zum Genfersee zu liegen gekommen wäre, sollte grösser und bedeutender als die Stadt Neuenburg werden, so sein Plan. Die geplante Stadt sollte dem Städteideal des 17. Jahrhunderts folgen und ihren Bürgern zahlreiche Religions-, Gewerbe- und Handelsfreiheiten bieten. Die Spannungen zwischen den Bernern und den Neuenburgern und die Tatsache, dass sich die Landbesitzer weigerten, dem Grafen ihre Ländereien abzutreten, liessen das ehrgeizige Projekt bereits in der Planungsphase scheitern.
Bis zum Bau der ersten Schule von Marin, Thielle und Wavre im Jahr 1679 gingen die Kinder der höheren Bevölkerungsschichten aus Marin in Saint-Blaise zur Schule. Kinder aus Epagnier wurden erst 1830 zugelassen. 1833 gründeten die Gemeinden Thielle und Wavre ihre eigene Schule.
Im 18. Jahrhundert wurden in Marin erste Manufakturen gebaut. Nach der Neuenburger Revolution von 1848 traten Marin und Epagnier der Republik Neuenburg bei. 1888 fusionierten Marin und Epagnier. Zu diesem Zeitpunkt lebten etwa 450 Personen in der Gemeinde. Um 1900 wurde die Bahnlinie Bern-Neuenburg eingeweiht und Marin-Epagnier bekam einen Bahnhof. Der Aufschwung in der Uhrenindustrie der 1960er Jahre führte zu einer Bevölkerungsexplosion. Waren es 1960 noch 975 Einwohner, so lebten 1970 bereits 2476 Personen in Marin-Epagnier.

## Wirtschaft
Der wirtschaftliche Aufschwung von Marin-Epagnier seit den 1960er Jahren ist zu grossen Teilen den lokalen Behörden zu verdanken, die mit ihrer gezielten Wirtschaftsförderung renommierten Firmen interessante Konditionen verschafften. So befinden sich heute Firmen wie die Ebauches SA (heute zur Swatch Group gehörend), Logistikzentren von Migros und Manor, Tag Heuer, Quantum Peripherals (Europe) etc. in der Gemeinde. Marin-Epagnier mit seinen gegen 5'000 Arbeitsplätzen ist nach den beiden Städten Neuenburg und La Chaux-de-Fonds wirtschaftlich gesehen die drittgrösste Gemeinde im Kanton.
Das grosse Einkaufszentrum der Migros, Marin-Centre, war eines der ersten seiner Art in der Schweiz und dominierte die angrenzenden Industriegebiete.

## Verkehr
Nach der Eisenbahnanbindung um 1900 wurde Marin in den 1970er-Jahren an das Verkehrsnetz der Transports en commun de Neuchâtel et environs (TN) angeschlossen. Unter anderem bedient die Linie 1 des Trolleybus Neuenburg Marin. Ein Shuttlebus bedient das Einkaufszentrum Marin-Centre, ein anderer während der Sommermonate La Tène. Die Anbindung Marins an die Autobahn A5 half, den Verkehrsfluss in den Einkaufs- und Industriezonen zu verbessern. Weitere Verbesserungen der Zu- und Abfahrten auf die A5 mit dem Ziel, den Einkaufs- und Arbeitsverkehr aus dem Dorfzentrum herauszubekommen, liegen zurzeit dem Bund zur Prüfung vor.

## Tourismus
1977 kaufte die Gemeinde das Territorium von La Tène und übernahm die Verwaltung des dortigen Campingplatzes. Seit Jahren sind Pläne für eine verbesserte Nutzung (und Vermarktung) des Ortes hängig. Neben den Sandstränden von La Tène bieten der Auwald sowie der Wald von Epagnier Ruhesuchenden ein ursprüngliches Spazier- und Wandergebiet. Ein Sportzentrum bietet Tennisplätze, Squash- und Badmintonhallen und einen Minigolf.

## Schulen
Die erste Schule in Marin wurde von Louis Perrier, dem Vater des Architekten und späteren Bundesrats Charles Perrier gebaut. Charles Perrier baute um 1900 die heute Vieux Collège genannten Gebäude. Daneben existieren heute das Collège Billeter (Sekundarschule) sowie Les Tertres. Letztere bietet Turnhallen, Klassenräume, Handarbeits- und Werkräume, eine Bibliothek/Mediathek sowie ein Jugendfreizeitzentrum für über 500 Kinder und Jugendliche.